# Word of Mouf
Cet article possède un paronyme, voir Mouffe.
Albums de Ludacris
Back for the First Time
(2000) Chicken-n-Beer
(2003)
Singles
1. Area Codes
Sortie : 31 juillet 2001
2. Rollout (My Business)
Sortie : 16 octobre 2001
3. Saturday (Oooh! Ooooh!)
Sortie : 11 décembre 2001
4. Move Bitch
Sortie : 21 mai 2002

Word of Mouf est le troisième album studio de Ludacris, sorti le 27 novembre 2001.
L'album s'est classé 1er au Top R&B/Hip-Hop Albums et 3e au Billboard 200.

## Liste des titres
| No  | Titre                                                         | Contient un (des) sample(s) de | Durée |
| --- | ------------------------------------------------------------- | --- | ----- |
| 1.  | Coming 2 America                                              | Requiem, 3e mouvement (Dies irae) de Wolfgang Amadeus Mozart Symphonie nº 9, Du nouveau monde, 4e mouvement (Allegro con fuoco) d'Antonín Dvořák | 3:21  |
| 2.  | Rollout (My Business)                                         | Yay Boy d'Africando No Vaseline d'Ice Cube | 4:58  |
| 3.  | Go 2 Sleep (featuring I-20, Fate Wilson et Three 6 Mafia)     | | 5:12  |
| 4.  | Cry Babies (Oh No)                                            | | 5:58  |
| 5.  | She Said (featuring Fate Wilson)                              | Love in Ya Mouth de Kilo Ali featuring Big Boi                                                                                                   | 4:35  |
| 6.  | Howhere (Skit)                                                | | 1:13  |
| 7.  | Area Codes (featuring Nate Dogg)                              | Bitch Betta Have My Money d'AMG | 5:03  |
| 8.  | Growing Pains (featuring Fate Wilson & Keon Bryce)            | I Forgot to Be Your Lover de William Bell | 4:51  |
| 9.  | Greatest Hits (Skit)                                          | | 1:18  |
| 10. | Move Bitch (featuring Mystikal et I-20])                      | | 4:30  |
| 11. | Stop Lying (Skit)                                             | | 1:38  |
| 12. | Saturday (Oooh Oooh!) (featuring Sleepy Brown)                | Off de Hodges, James and Smith | 3:52  |
| 13. | Keep It on the Hush (featuring Jazze Pha)                     | | 4:48  |
| 14. | Word of Mouf (Freestyle) (featuring 4-Ize)                    | | 2:13  |
| 15. | Get the F Back (featuring Shawnna, I-20 et Fate Wilson)       | | 5:21  |
| 16. | Freaky Thangs (featuring Twista et Jagged Edge)               | | 5:34  |
| 17. | Cold Outside (featuring Chimere)                              | | 6:05  |
| 18. | Block Lockdown (featuring I-20)                               | | 4:26  |
| 19. | Welcome to Atlanta (Morceau caché – featuring Jermaine Dupri) | Do It Baby du Redd Holt Unlimited Five Minutes of Funk de Whodini                                                                                | 3:20  |